# Пыхья-Таллинн
Пы́хья-Та́ллинн (эст. Põhja-Tallinn — «Северный Таллин») — район в Таллине, столице Эстонии. Один из восьми районов города; 4-й по численности населения, 6-й по площади и 4-й по плотности населения.

## География
На Пыхья-Таллинн, расположенный в основном на полуостровах (Пальяссааре и Копли), приходится 20 километров (45 %) морской границы Таллина.
Площадь района по состоянию на 1 января 2025 года составляла 15,19 км² (9,5 % от общей площади Таллина), плотность населения — 4195,5 чел/км².

## Микрорайоны
В составе этой части города 8 микрорайонов:
1. одно из старейших поселений Таллина — Каламая,
2. застроенный в более позднее время Пелгулинн,
3. одно-двухэтажный Ситси,
4. лесной Мериметса,
5. пляжный Пальяссааре,
6. одно-пятиэтажный Карьямаа,
7. привокзальный Кельмикюла,
8. портовый Копли и
9. четырёх-пятиэтажный Пелгуранна.

## Символика
Герб: на зубчато-разделённом сине-серебряном щите в верхней синей части серебряная восьмиконечная звезда, в нижней серебряной части синий якорь.

Синий цвет символизирует окружающее Пыхья-Таллинн с трёх сторон море, серебряный цвет символизирует Пыхья-Таллинн как полуостров. Синий цвет также символизирует разум и мир, серебро — цвет мира и искренности, он также означает стремление вперёд и развитие. Якорь в зубчатой части герба символизирует 11 портов, окружающих Пыхья-Таллинн. Полярная звезда на вершине стрелы отсылает к названию района, производному от его географического положения; она также является символом стабильности и защиты и отсылает к расположенным в Пыхья-Таллинне военному порту и военным укреплениям. Четыре длинных луча звезды символизируют четыре столпа района: безопасная окружающая среда, историческая и развивающаяся промышленность, популярная зона отдыха и нетронутая природа. Четыре более коротких луча обозначают четыре микрорайона: Пельгулинн, Копли, Пальясааре и Каламая.

Флаг: на зубчато-разделённом сине-белом полотнище слева синий якорь, справа белая восьмиконечная полярная звезда. Соотношение ширины и длины флага 7:11, нормальный размер 105 x 165 см.

## Население
| Численность населения района Пыхья-Таллинн на 1 января по данным Регистра народонаселения Министерства внутренних дел Эстонии | Численность населения района Пыхья-Таллинн на 1 января по данным Регистра народонаселения Министерства внутренних дел Эстонии | Численность населения района Пыхья-Таллинн на 1 января по данным Регистра народонаселения Министерства внутренних дел Эстонии | Численность населения района Пыхья-Таллинн на 1 января по данным Регистра народонаселения Министерства внутренних дел Эстонии | Численность населения района Пыхья-Таллинн на 1 января по данным Регистра народонаселения Министерства внутренних дел Эстонии | Численность населения района Пыхья-Таллинн на 1 января по данным Регистра народонаселения Министерства внутренних дел Эстонии | Численность населения района Пыхья-Таллинн на 1 января по данным Регистра народонаселения Министерства внутренних дел Эстонии | Численность населения района Пыхья-Таллинн на 1 января по данным Регистра народонаселения Министерства внутренних дел Эстонии | Численность населения района Пыхья-Таллинн на 1 января по данным Регистра народонаселения Министерства внутренних дел Эстонии | Численность населения района Пыхья-Таллинн на 1 января по данным Регистра народонаселения Министерства внутренних дел Эстонии | Численность населения района Пыхья-Таллинн на 1 января по данным Регистра народонаселения Министерства внутренних дел Эстонии | Численность населения района Пыхья-Таллинн на 1 января по данным Регистра народонаселения Министерства внутренних дел Эстонии |
| 2003 | 2004 | 2005 | 2006 | 2007 | 2008 | 2009 | 2010 | 2011 | 2012 | 2013 | 2014 |
| --- | --- | --- | --- | --- | --- | --- | --- | --- | --- | --- | --- |
| 53 696 | ↗56 044 | ↗56 997 | ↘56 994 | ↘55 691 | ↘55 628 | ↘55 478 | ↗56 005 | ↗56 346 | ↗56 443 | ↗56 914 | ↗58 385 |
| 2015 | 2016 | 2017 | 2018 | 2019* | 2020 | 2021 | 2022 | 2023 | 2024 | 2025 | |
| ↗58 926 | ↗59 413 | ↗59 697 | ↗60 244 | ↘59 080 | ↗59 924 | ↘59 856 | ↘59 612 | ↗61 854 | ↗62 245 | ↗62 404 | |

* На 2 января.
| Численность населения района Пыхья-Таллинн на 1 января по данным Департамента статистики Эстонии** | Численность населения района Пыхья-Таллинн на 1 января по данным Департамента статистики Эстонии** | Численность населения района Пыхья-Таллинн на 1 января по данным Департамента статистики Эстонии** | Численность населения района Пыхья-Таллинн на 1 января по данным Департамента статистики Эстонии** | Численность населения района Пыхья-Таллинн на 1 января по данным Департамента статистики Эстонии** | Численность населения района Пыхья-Таллинн на 1 января по данным Департамента статистики Эстонии** | Численность населения района Пыхья-Таллинн на 1 января по данным Департамента статистики Эстонии** | Численность населения района Пыхья-Таллинн на 1 января по данным Департамента статистики Эстонии** | Численность населения района Пыхья-Таллинн на 1 января по данным Департамента статистики Эстонии** | Численность населения района Пыхья-Таллинн на 1 января по данным Департамента статистики Эстонии** | Численность населения района Пыхья-Таллинн на 1 января по данным Департамента статистики Эстонии** |
| 2015                                                                                               | 2016                                                                                               | 2017                                                                                               | 2018                                                                                               | 2019                                                                                               | 2020                                                                                               | 2021                                                                                               | 2022                                                                                               | 2023                                                                                               | 2024                                                                                               | 2025                                                                                               |
| -------------------------------------------------------------------------------------------------- | -------------------------------------------------------------------------------------------------- | -------------------------------------------------------------------------------------------------- | -------------------------------------------------------------------------------------------------- | -------------------------------------------------------------------------------------------------- | -------------------------------------------------------------------------------------------------- | -------------------------------------------------------------------------------------------------- | -------------------------------------------------------------------------------------------------- | -------------------------------------------------------------------------------------------------- | -------------------------------------------------------------------------------------------------- | -------------------------------------------------------------------------------------------------- |
| 56 870                                                                                             | ↗57 433                                                                                            | ↗57 641                                                                                            | ↗58 057                                                                                            | ↗58 518                                                                                            | ↗58 941                                                                                            | ↘58 785                                                                                            | ↗60 405                                                                                            | ↗63 032                                                                                            | ↗63 690                                                                                            | ↗63 729                                                                                            |

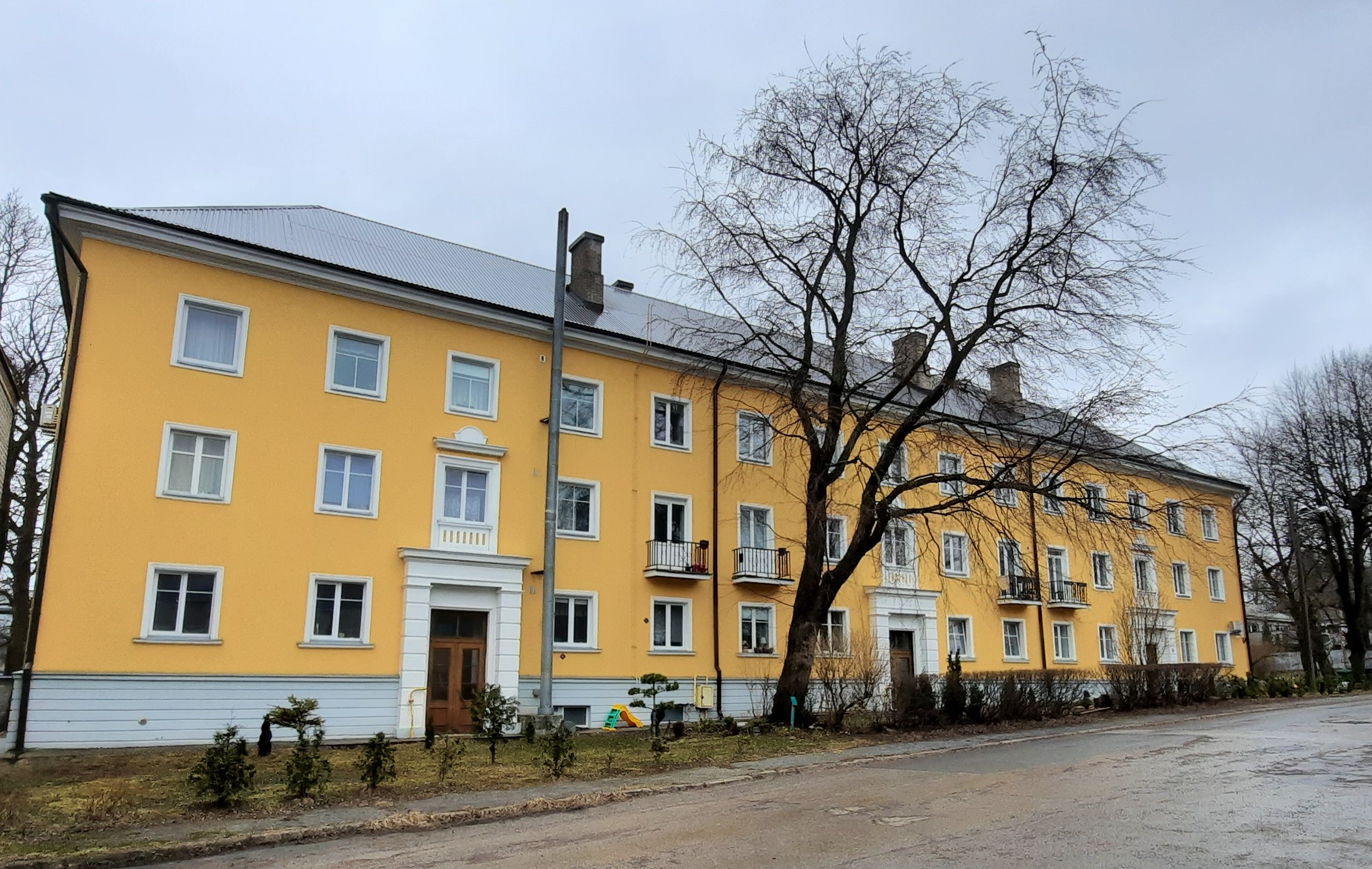
Улица Сюста, дом 14

Жилой дом на улице Вабрику, построен в 1958 году

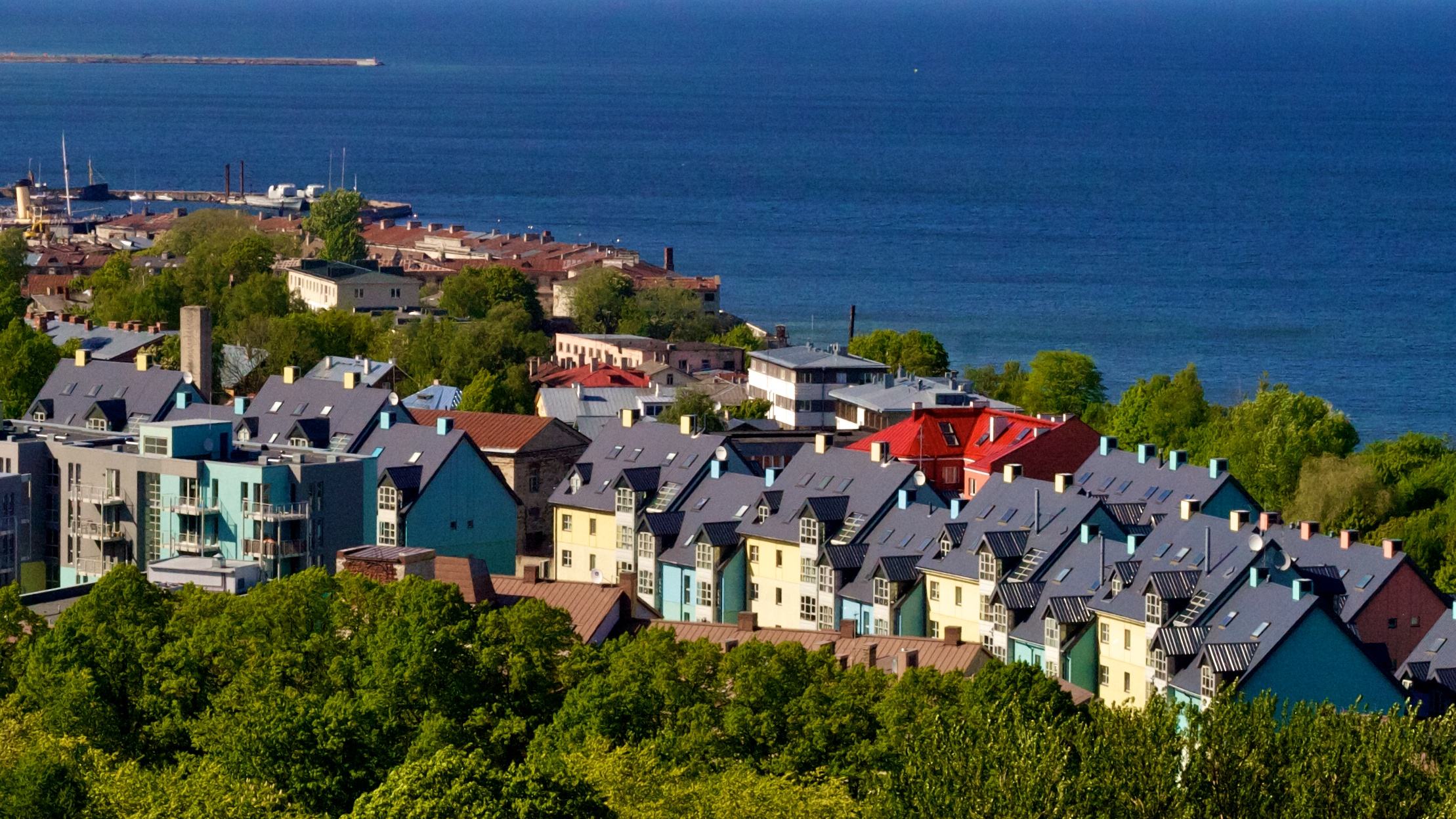
Квартал «Ильмарисе» в микрорайоне Каламая

** Данные Регистра народонаселения и Департамента статистики отличаются в связи с различиями в методиках расчёта.
Национальная структура населения района Пыхья-Таллинн, %:
| Национальность | 02.01.2019 | 01.12.2020 |
| -------------- | ---------- | ---------- |
| эстонцы        | 50,1       | 50,3       |
| русские        | 40,4       | 39,3       |
| украинцы       | 3,8        | 3,9        |
| белорусы       | 1,8        | 1,8        |
| финны          | 0,6        | 0,7        |
| евреи          | 0,2        | 0,2        |
| латыши         | ..         | 0,3        |
| татары         | 0,3        | 0,3        |
| прочие         | 2,7        | 3,3        |

Число жителей по микрорайонам:
| Микрорайон  | 02.01.2019 | 01.01.2020 |
| ----------- | ---------- | ---------- |
| Каламая     | 11 616     | 12 259     |
| Карьямаа    | 5 030      | 4 982      |
| Кельмикюла  | 1 349      | 1 373      |
| Копли       | 6 667      | 6 671      |
| Пальяссааре | 461        | 604        |
| Пельгулинн  | 15 558     | 15 436     |
| Пельгуранна | 14 634     | 14 593     |
| Мериметса   | 4          | ..         |
| Ситси       | 3 761      | 4 001      |

Данные Регистра народонаселения о районе Пыхья-Таллинн по состоянию на 1 января 2020 года:
- половая структура населения: женщины — 55 %, мужчины — 45 %;
- возрастная структура населения: дети в возрасте до 15 лет — 14,4 %, лица в возрасте 15-74 года — 77,5 %, лица в возрасте 75 лет и старше — 8,1 %;
- средний возраст жителей: 42 года.

## Описание
На территории района находятся: Горхолл, ставшая музеем Батарейная тюрьма (Таллинская центральная тюрьма), ангары водных самолётов, природоохранная зона Пальяссааре, парки Копли и Каламая, пляжи Пелгуранд (Штромка), Пикакари и Каларанд.

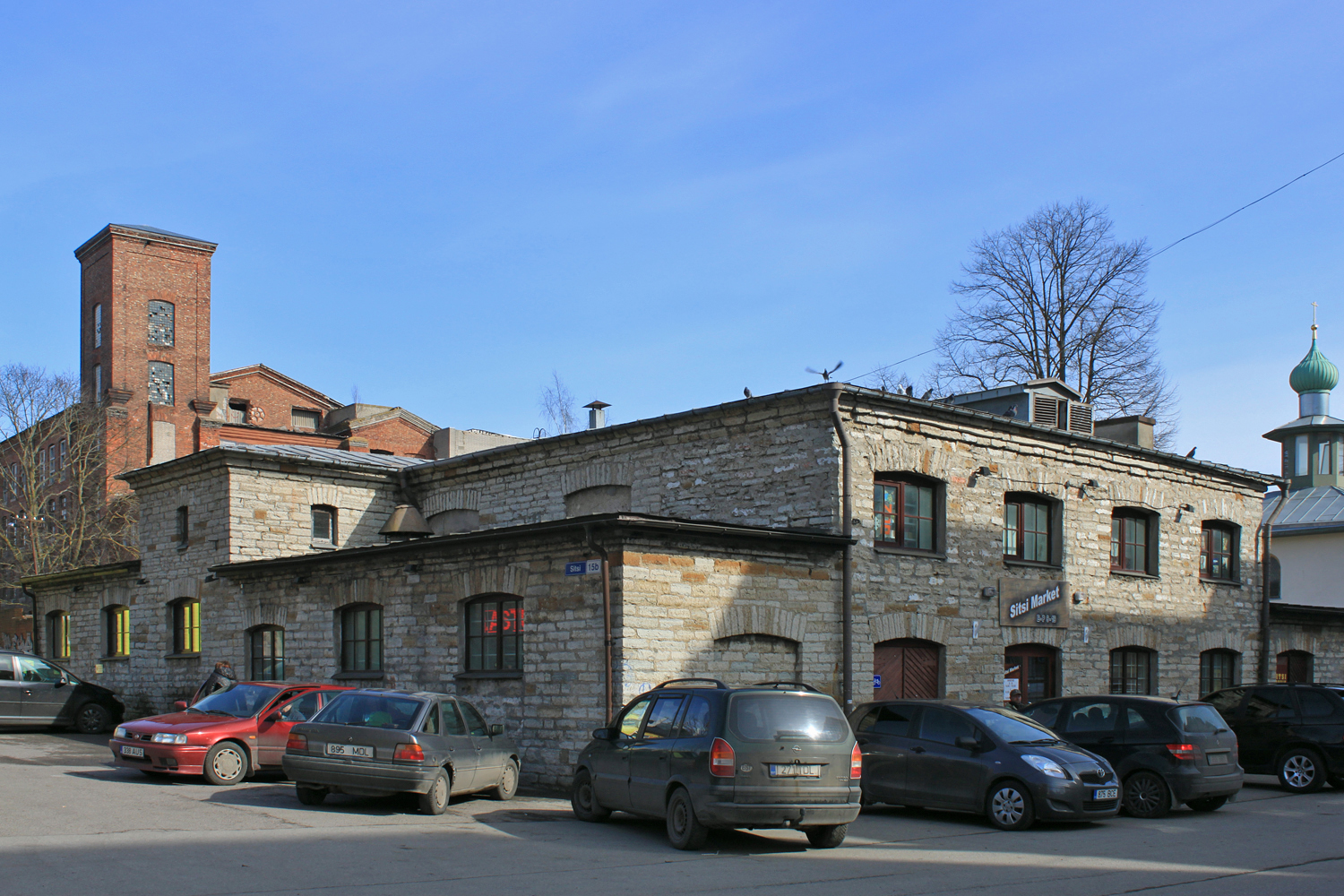
Рынок «Ситси Маркет» в бывшей бане «Балтийской мануфактуры» (памятник архитектуры)

В этой части города в советское время находилось несколько крупных промышленных предприятий — завод «Вольта», машиностроительный завод имени Лауристина, комбинат «Балтийская мануфактура», завод «Арсенал», рыболовецкий колхоз «Маяк», стекольный завод «Тарбеклаас» и др., а также принадлежавшие советским вооружённым силам здания и территории.
В районе работает три рынка: крупный «Балти Яама Тург» («Вокзальный рынок»), небольшой «Ситси Маркет» и рыбный рынок «Калатург». В зданиях бывшего завода «Арсенал» создан торговый центр «Arsenal». Кинотеатров в настоящее время в районе нет.
По состоянию на 2008 года в районе насчитывалось 125 улиц общей протяжённостью 74 километра; 20 дошкольных учреждений; 11 общеобразовательных школ; одна профессиональная школа; 11 из 16 портов Таллина.
Учреждения культуры и досуга в районе: Народный дом Пельгулинна, Культурный центр «Салме», «Завод культуры» (Kultuuritehas), Коплиский молодёжный дом, база спорта и отдыха Пийри, общество «Копли».
Районная управа ежемесячно издаёт бесплатную газету «Põhja-Tallinna Sõnumid».

## Достопримечательности и учреждения культуры

### Морской музей в Лётной гавани
Музей находится на севере микрорайона Каламая, на территории Лётной гавани. Открылся 12 мая 2012 года в отреставрированных ангарах для гидросамолётов. В музее представлены как самые первые гидропланы, так и новейшие корабли. Одним из наиболее примечательных экспонатов музея является подводная лодка «Лембит», которую можно осмотреть как снаружи, так и изнутри. Есть множество развлечений для детей: можно «полетать» на карусели-самолёте, поиграть с кораблем на дистанционном управлении, «пострелять»; в порту можно прокатиться на шхуне (за плату). Там же стоит на приколе ледокол «Суур Тылль», а также несколько военных катеров.

### Музей бывшей Батарейной тюрьмы
На севере Каламая расположен музей бывшей Батарейной тюрьмы. Батарейная морская крепость была построена по приказу императора Николая I в 1828 году. С 1867 по 1920 годы являлась казармой, далее до 2007 года была тюрьмой. Сейчас является музеем. Проводятся экскурсии на нескольких языках.

### Центр искусств«Kai»
Находится в квартале «Ноблесснер», на берегу Таллинского залива. В бывшем цехе завода подводных лодок проводятся выставки, демонстрируются художественные и документальные фильмы.

### Выставочный центрFotografiska Tallinn
Филиал стокгольмского центра искусства фотографии. Расположен в «Творческом городке Теллискиви». Постоянной экспозиции нет, выставки регулярно обновляются. Здесь также проводятся мастер-классы и встречи с фотохудожниками, работают кафе, магазин сувениров и на последнем этаже центра — безотходный ресторан, из которого открывается красивая панорама города.

### Познавательный центр «Энергия»
Расположен в помещениях бывшей электростанции, которой насчитывается 100 лет. Здесь проводятся уникальные для Северной Европы ежедневные представления с демонстрацией молний и эффектов статического электричества, имеется более ста интерактивных экспонатов и единственный в Таллине планетарий, где демонстрируются снятые на месте научно-популярные фильмы.

### Фабрика изобретенийPROTO
Работает в историческом литейном цехе бывшего завода «Ноблесснер». Объединяет виртуальную реальность, науку и мир фантазий; при помощи VR-очков демонстрируются различные физические явления и научные открытия. Для самых юных посетителей открыт детский уголок с развивающими «умными» развлечениями.

### Пляж и птичий заповедник Пальясааре
Пляж Пикакари. Имеется детская игровая площадка и ларьки питания. Рядом расположен смешанный лес. Там находится птичий заповедник. Имеются наблюдательные вышки.

## Галерея

Район Пыхья-Таллинн
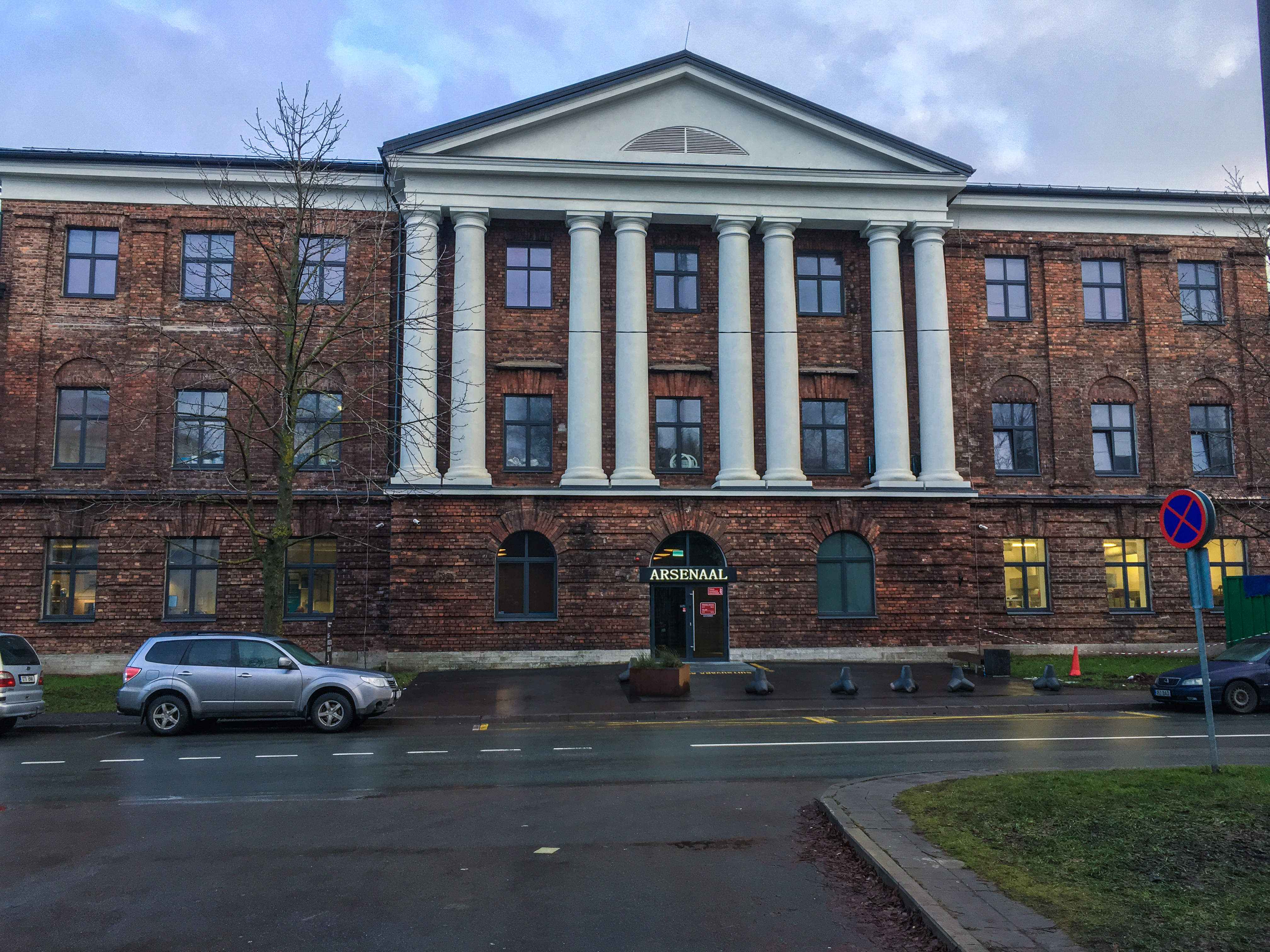
Улица Эрика
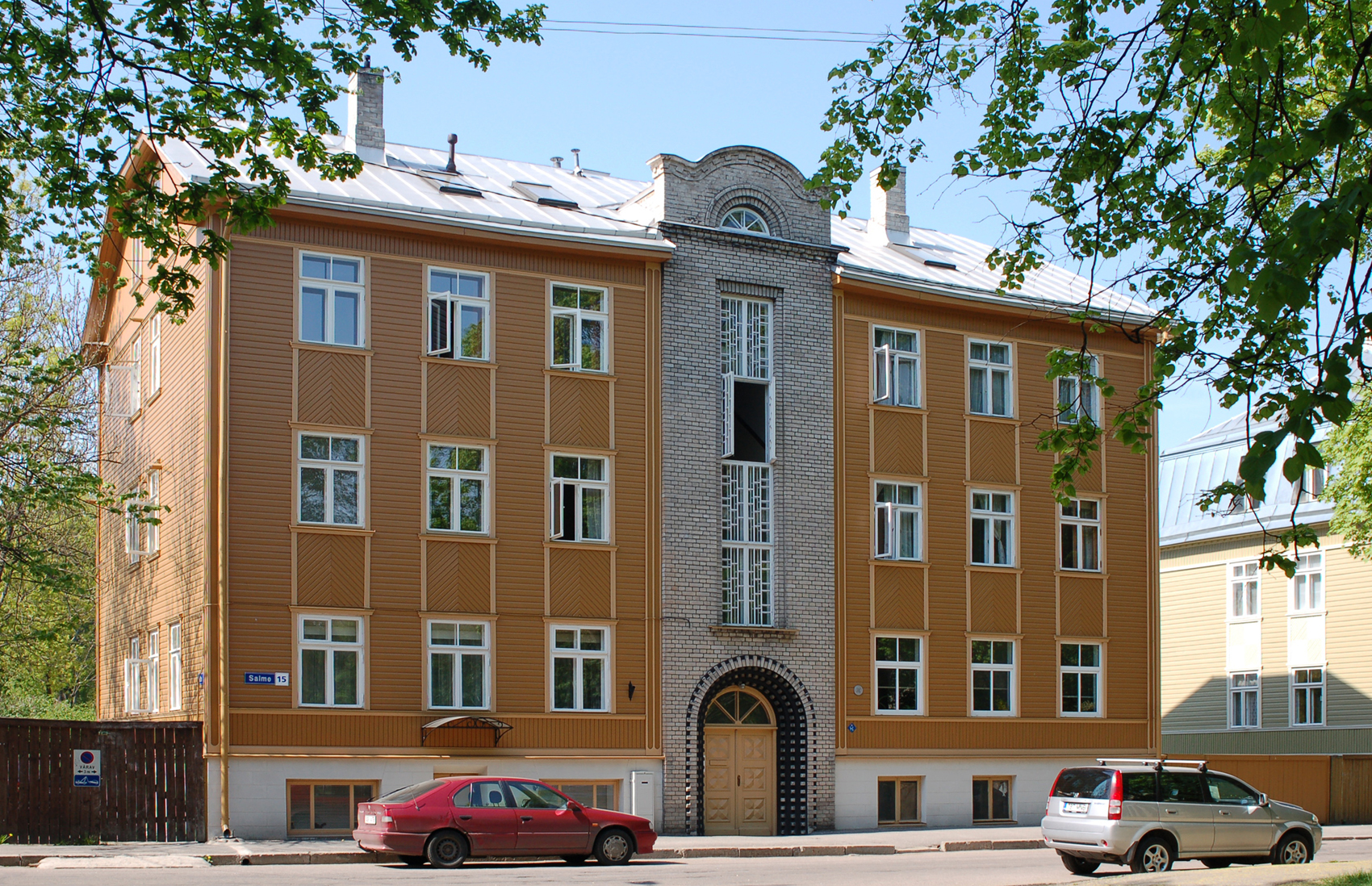
Улица Салме
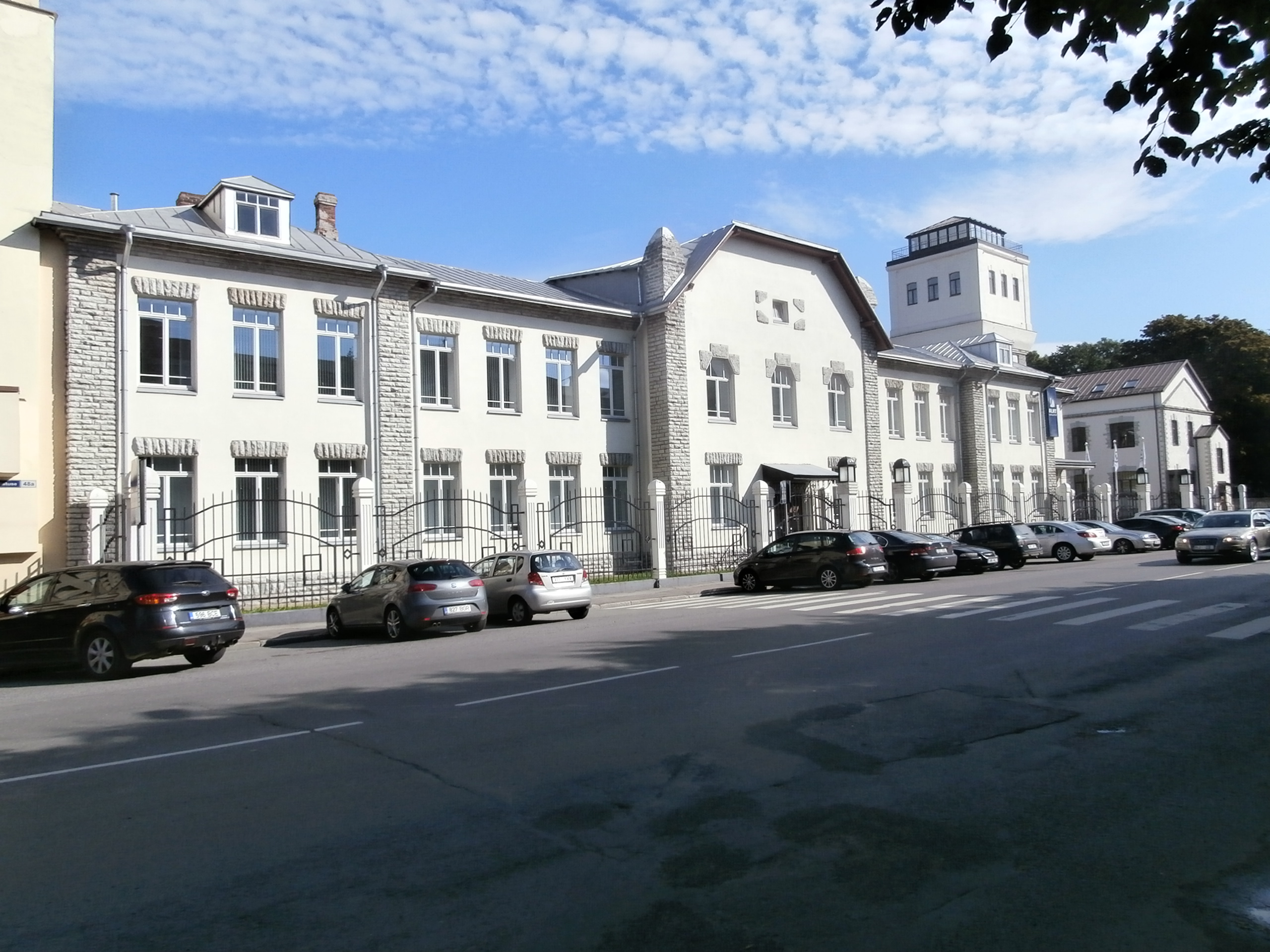
Улица Тёэстузе
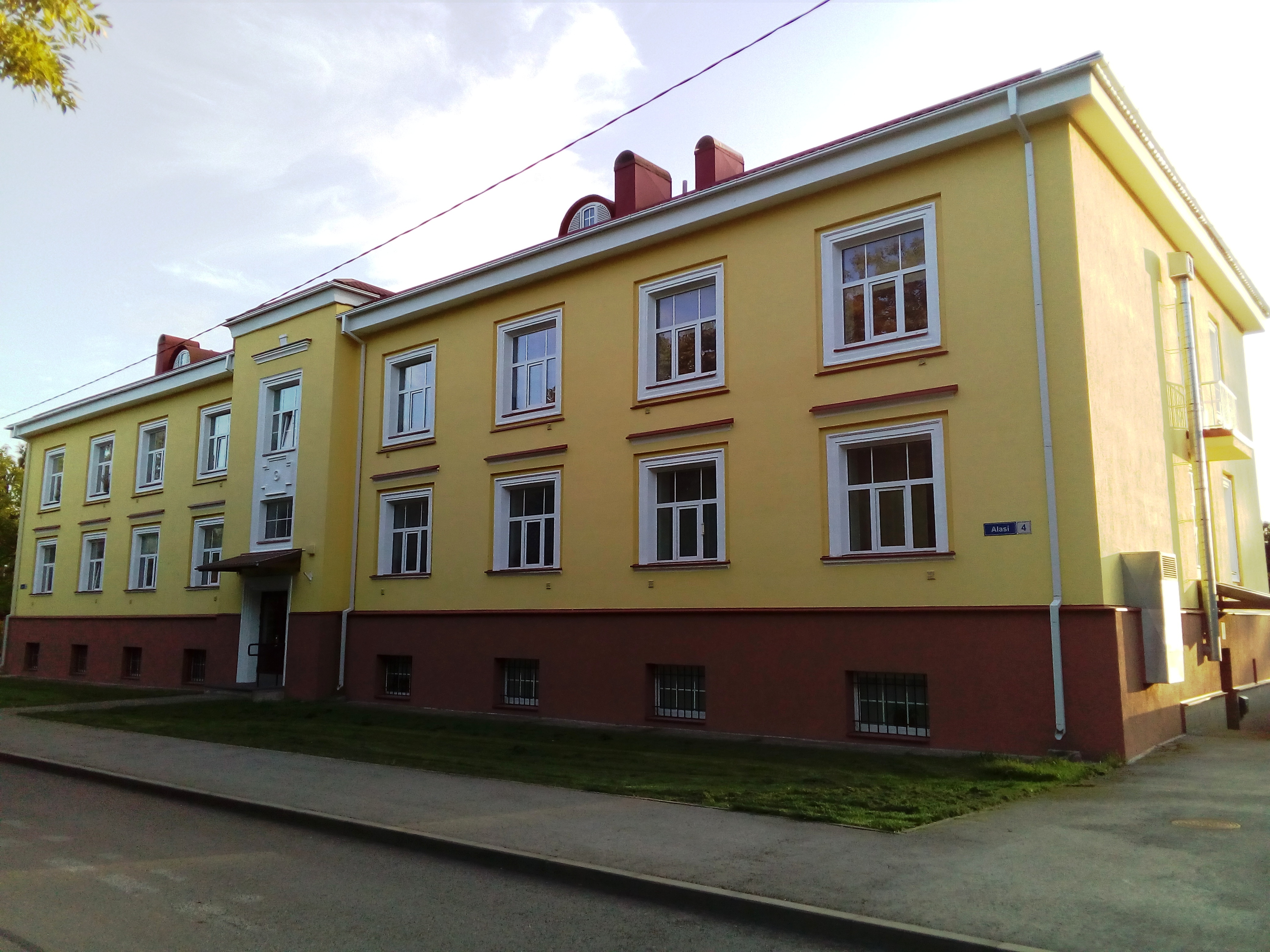
Улица Алази
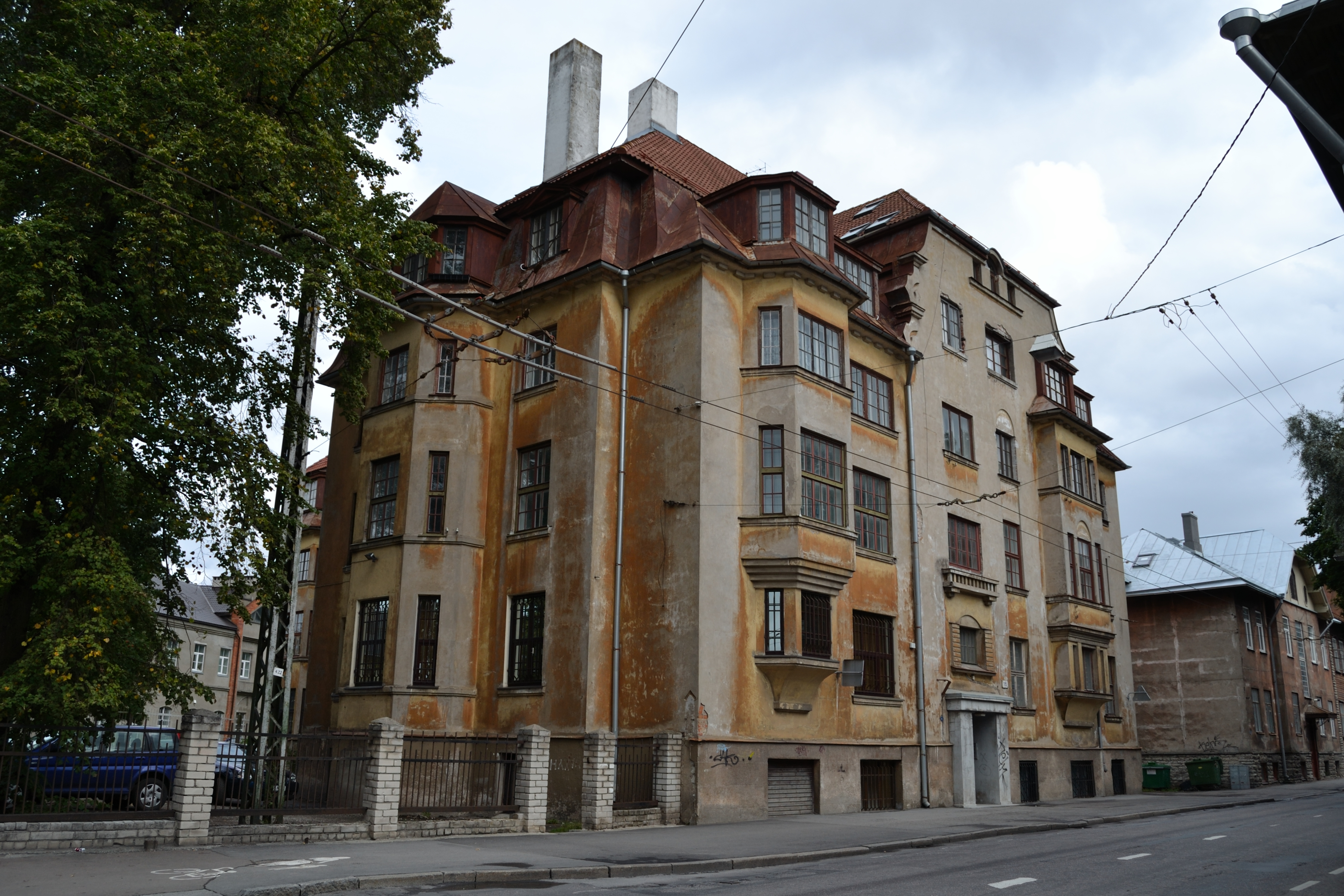
Жилой дом на улице Техника в 2011 году (памятник архитектуры)
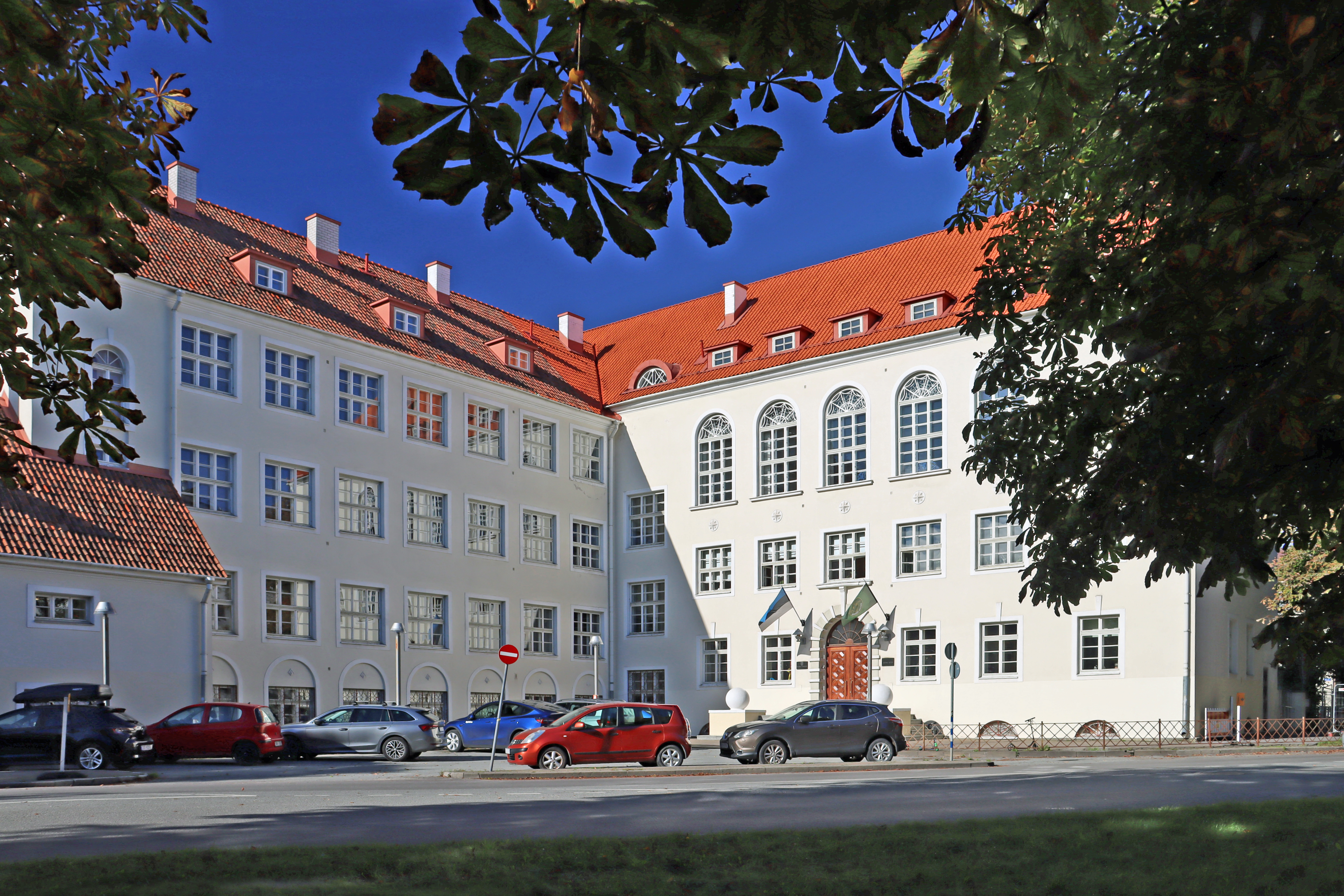
Основная школа Ристику (памятник архитектуры)
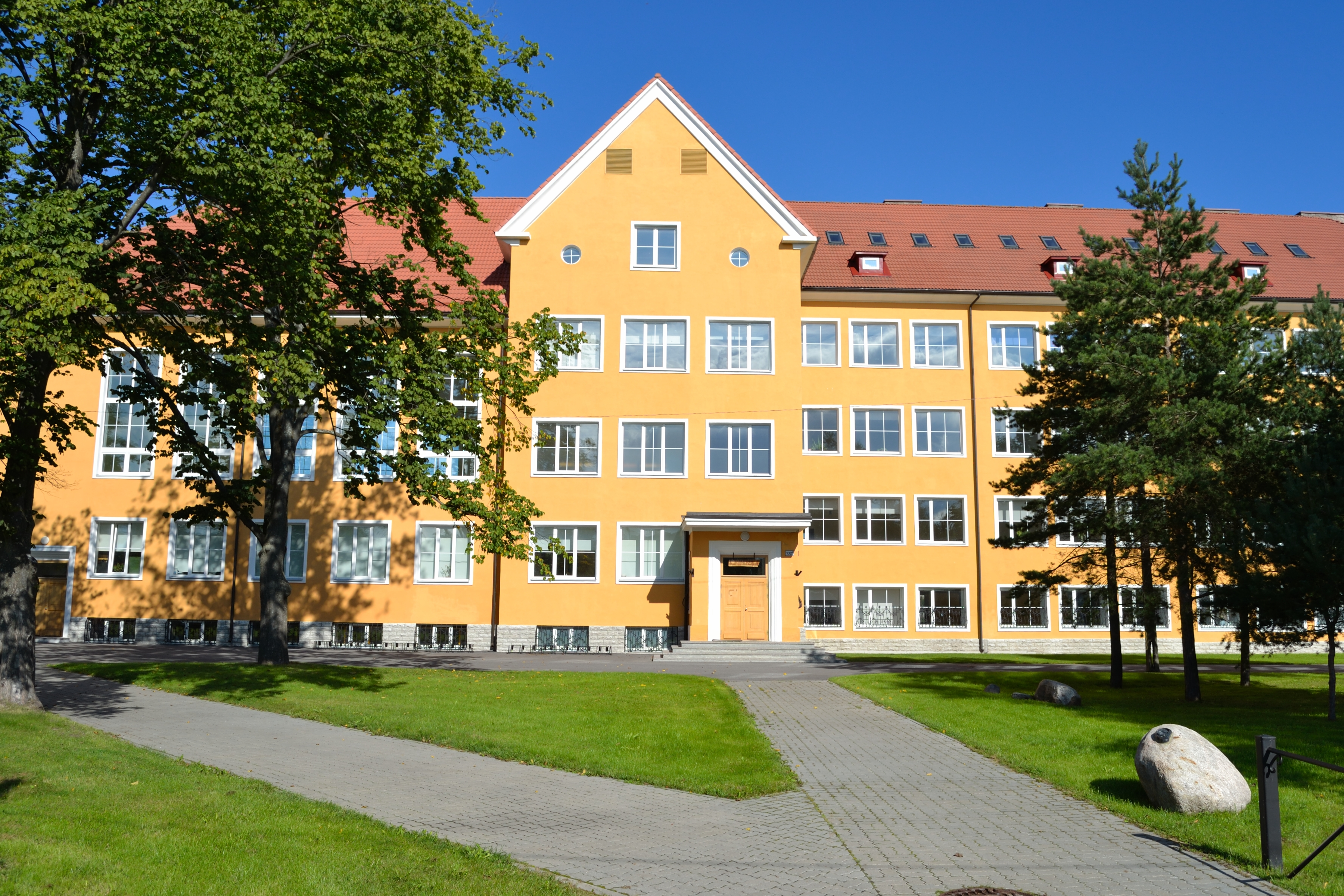
Таллинская художественная гимназия
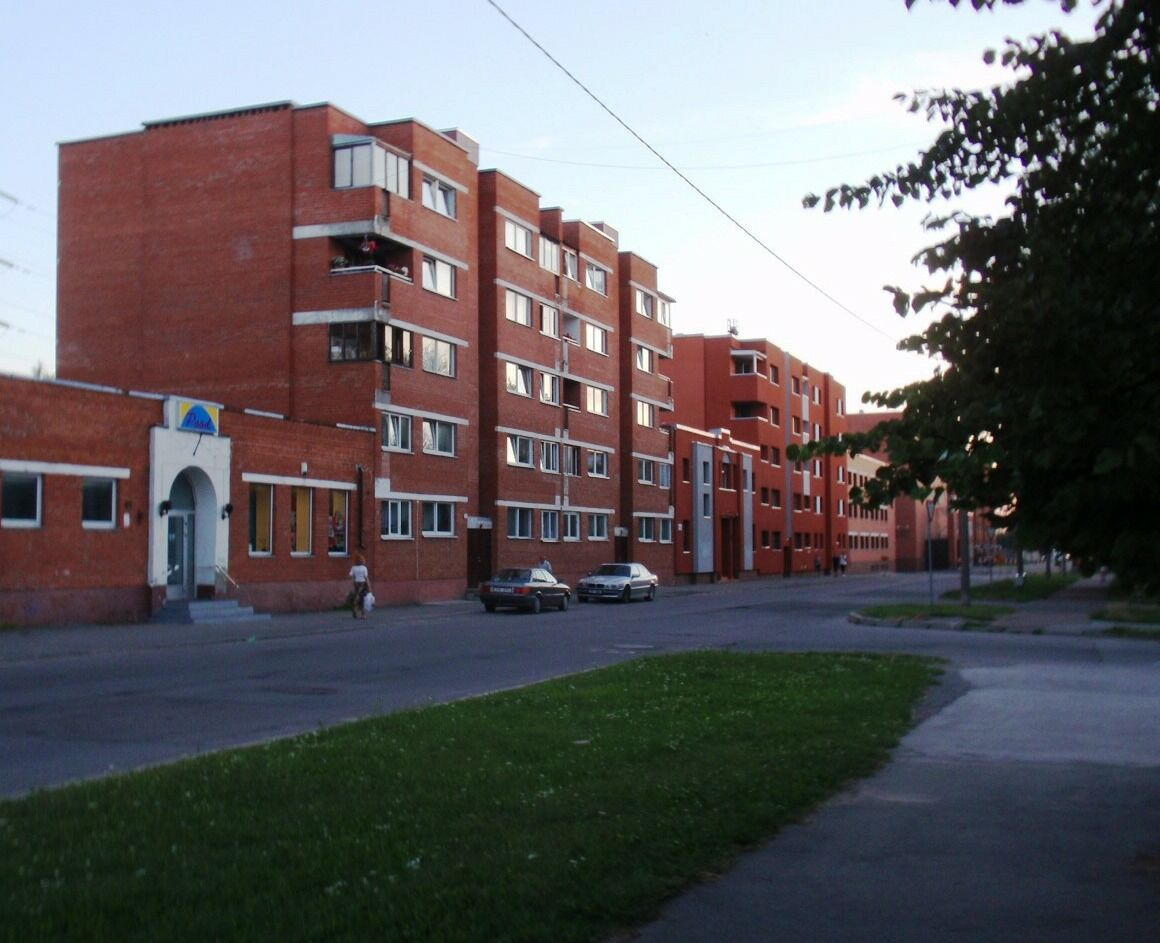
Улица Пухангу
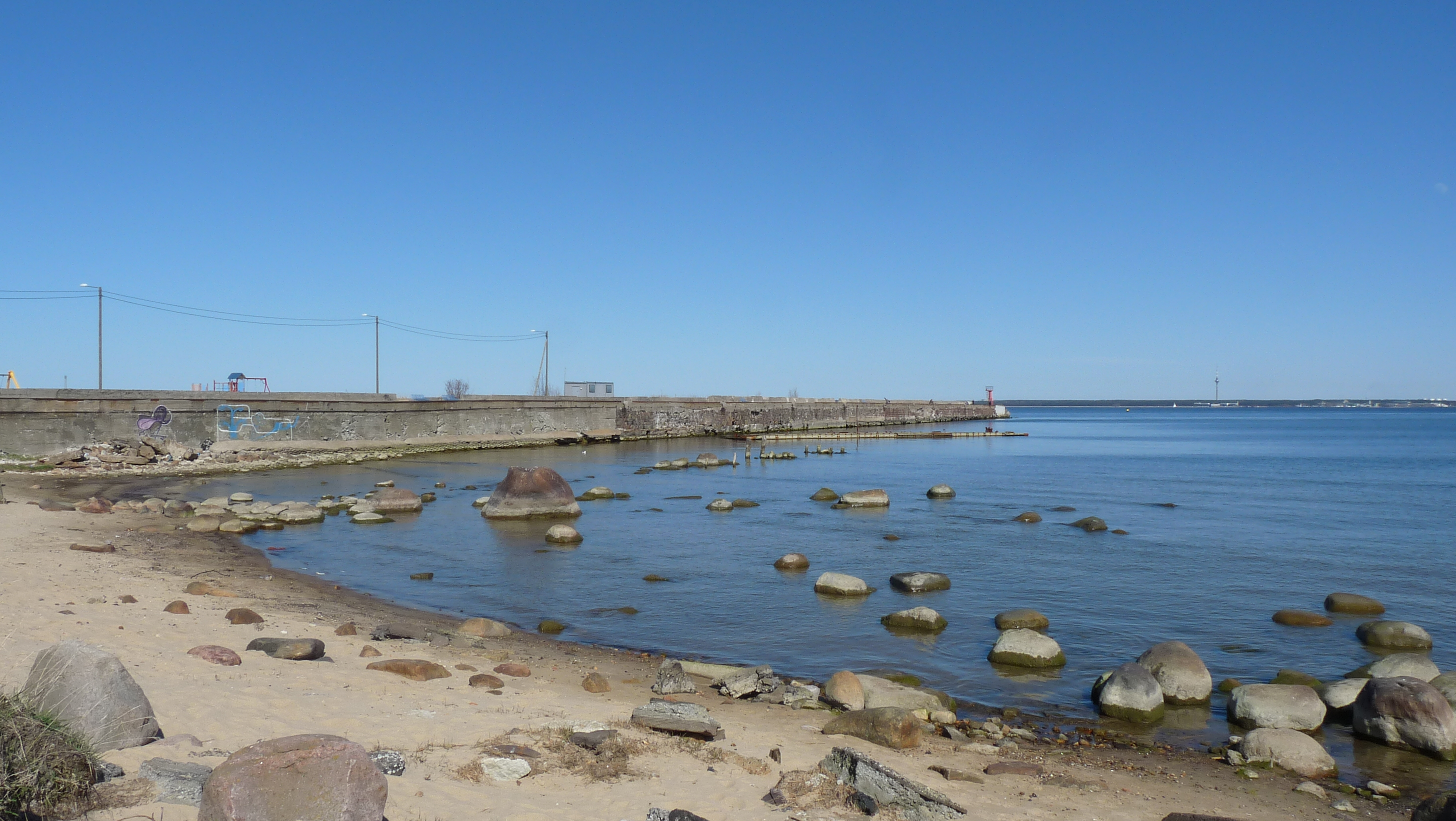
Пляж Пальяссааре
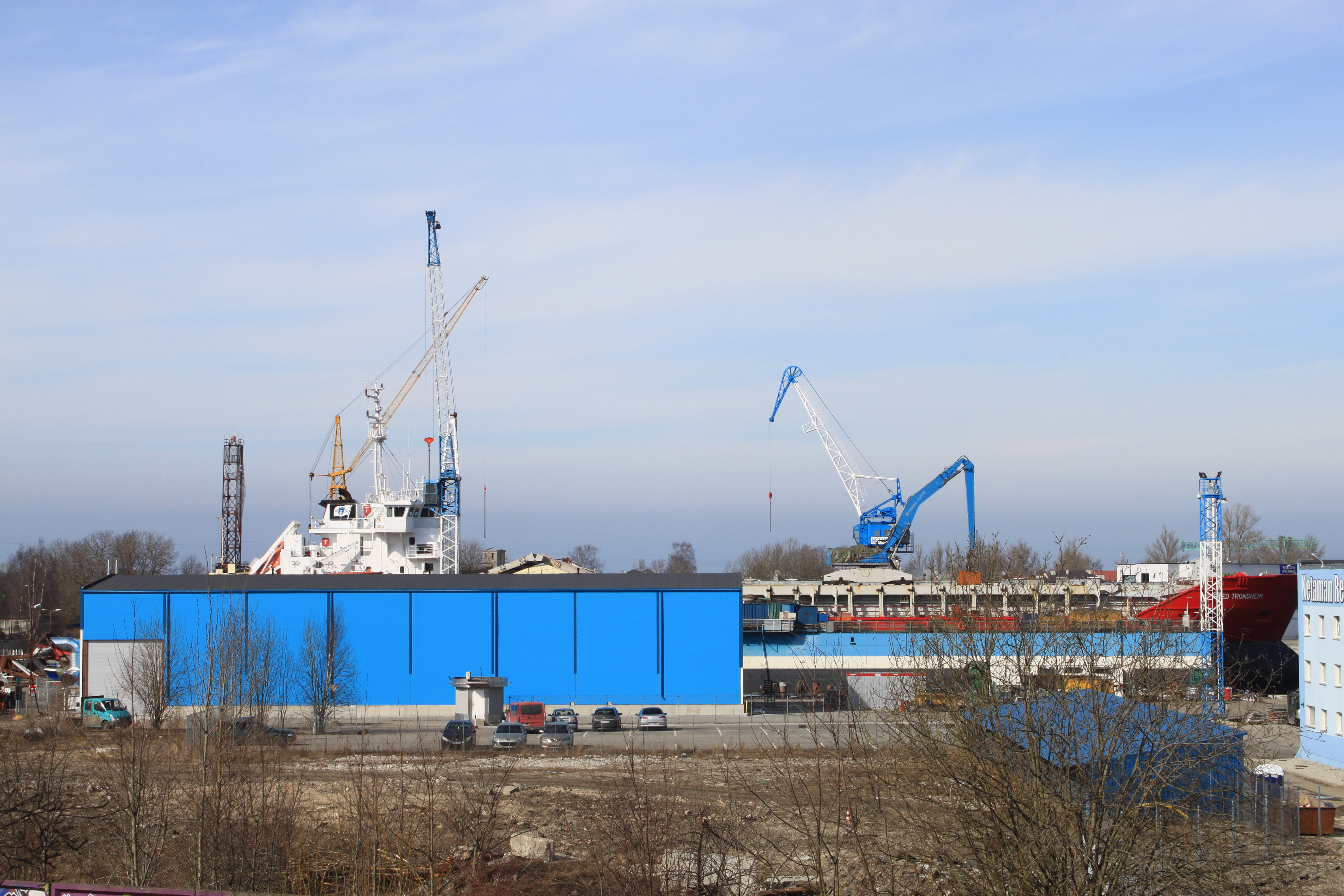
Порт Лахесуу